# Стефан Танев
Стефан Димитров Танев е български журналист, несменяем главен редактор на в. „Утро“ от 1911 до 1944 г., брат на художника Никола Танев.

## Биография
Роден е на 15 март 1888 г. в Турну Мъгуреле в семейството на Димитър и Елисавета Таневи. Баща му, произхождащ от богат свищовски род, се занимавал с търговия и имал фабрика за кожи във Влашко. Той е един от хората, помогнали в организирането и въоръжаването на Ботевата чета. Семейството се завръща в Свищов след Руско-турската война от 1877 – 78, а по-късно живеят в Княжево, където Димитър Танев работи като контрольор на спиртната фабрика. Имат общо 6 деца – Стефан, Никола, Методи, Нела, Маруся и Софи. Никола става известен художник.
Стефан Танев завършва Първа мъжка гимназия в София, където учи заедно с Димчо Дебелянов. Учи право в Софийския университет „Св. Климент Охридски“, като в същото време работи и като банков чиновник.
Вследствие излезлия през 1908 г. закон, забраняващ на студентите да работят в държавни учреждения, напуска службата и отива във в. „Дневник“, за да кандидатства за репортер. Нает е от директора Атанас Дамянов и бързо напредва в кариерата.
През 1911 г. Атанас Дамянов създава първия български утринен всекидневник – „Утро“, чийто първи брой излиза на 1 февруари 1911 г. Стефан Танев е главен редактор на вестника от първия до последния му брой, излязъл на 8 септември 1944 г. Бил е и председател на Съюза на българските журналисти.
На 13 септември 1944 г. е арестуван и отведен в Централния затвор. Осъден е от т.нар. Народен съд на доживотен затвор, а жена му Екатерина е интернирана в Дулово. Умира в затвора през 1952 г. при неизяснени обстоятелства.
От брака си с Екатерина има две дъщери – Елисавета и Ася, останали да живеят в Стокхолм, Швеция.